# 精神健康基金會
財團法人精神健康基金會，是臺灣一個旨在推廣腦科學知識以及精神健康促進之非營利組織 。由台大醫院精神科胡海國教授 。及企業家劉俊杰等人創立，以普及腦科學知識、精神疾病早期發現、精神障礙者關懷為宗旨。由於社會大眾對精神疾病常有偏見，該基金會提出「保養頭腦、免於煩惱」口號，旨在說明腦功能障礙為各種精神疾病的主因。提倡「築心、築腦、築我」、「精神樂活」等做為拓展精神健康之道，以心理健康促進為導向，強調應該實踐健康生活、照顧保護頭腦，提升精神健康、預防精神疾病。該基金會活動為腦科學展覽、精神健康調查、大眾演講、精神健康志工（或稱為精神健康種子）訓練等。

## 重要活動
- 腦科學教育巡迴展

該基金會邀集朱迺欣、杜永光、李宇宙、花茂棽、邱銘章、邱麗珠、洪蘭、曾志朗、郭鐘金等學者專家共同策劃，於2004年開始於台灣各地進行腦科學教育巡迴展。巡迴展以「腦的美麗境界」為主題，做為催生建造台灣第一座腦科學博物館的起步。
- #精神健康指數調查

由2002年開始以精神健康指數量表對台灣社區民眾用電話抽樣進行問卷調查，包含心身健康、生活掌握、個人價值與家庭功能四層面，分析影響因素 ，公開發表調查報告，做為社會之精神健康狀況的參考指標。
- 精神健康志工訓練

以認識腦構造、腦功能、常見精神疾病症狀、精神病患關懷為訓練主題，號召志工參與精神健康推動、照護自我健康、關懷親友鄰居、免除精神困擾。

## 台灣精神健康日
世界衛生組織為提高全世界對衛生及健康工作的關注，將每年的4月7日訂為世界衛生日。每年於該日公布一個宣傳主題，世界各國則共同以此主題舉行相關活動，呼籲人們重視此健康議題。2001年世界衛生日即是以精神健康為主題，提出「停止歧視，勇於關懷」（Stop Exclusion，Dare to Care）為口號。

精神健康基金會於成立年即2001年起，以每年12月份的第3個星期六做為「台灣精神健康日」，並於當日天舉辦「精神健康嘉年華」。

## 思覺失調症
某些精神疾病在初期階段，會出現思想混亂和感覺異常的情形，因症狀輕微，易被忽略，誤以為只是生活適應困難、暫時的情緒憂鬱、容易緊張，或是注意力不集中，未能就醫。2006年，由精神健康基金會及臺大醫院精神科醫療團隊提出「思覺功能障礙」一詞，以利早期偵測精神疾病和早期介入治療。
於2014年中，精神健康基金會與台灣精神醫學會及中華民國康復之友聯盟等團體共同推動下，衛生福利部正式宣布將精神分裂症更名為「思覺失調症」。

## 外部連結
- BrainLOHAS的Facebook專頁
- YouTube上的BrainLOHAS頻道